# Ilona Einwohlt

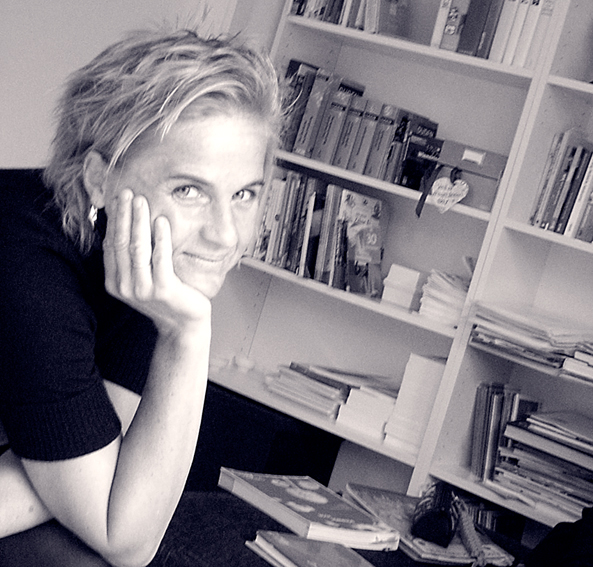
Ilona Einwohlt nach einer Lesung im Mai 2009

Ilona Einwohlt (* 26. Juni 1968 in Pinneberg) ist eine deutsche Kinder- und Jugendbuchautorin.

## Biografie
Ilona Einwohlt wurde in Pinneberg geboren und wuchs in Darmstadt auf. Nach ihrem Abitur, das sie 1988 an der Gesamtschule Schuldorf Bergstraße ablegte, nahm sie an der Johann Wolfgang Goethe-Universität Frankfurt ihr Studium in den Fächern Hispanistik und Germanistik auf; Schwerpunkt bildete die Kinder- und Jugendliteratur am Institut für Jugendbuchforschung. Ilona Einwohlt studierte ein Jahr in Granada und legte 1996 ihre Magisterprüfung ab. Nach dem Studium absolvierte sie ein Volontariat im Loewe-Verlag und wechselte anschließend als Lektorin zum Arena Verlag. Seit dem Juli 2000 verfasst sie als freie Autorin Kinder- und Jugendliteratur und gehört zu den Initiatoren des Darmstädter Jugend- und Kinderliteraturfestivals "Huch, ein Buch!".
Ihr besonderes Interesse gilt dem Themenkreis Emanzipation von Mädchen und der Frage, mit welchem Rollenverständnis sich Mädchen heutzutage konfrontiert sehen und wie sie damit umgehen können.  Zu ihren bekanntesten Büchern zählt die „Sina-Reihe“ (u. a. „Mein Pickel und ich“) aus dem Arena Verlag, in der die Protagonistin Sina Rosenmüller tagebuchartig und mit vielen hilfreichen Tipps aus dem hormonverwirbelten Alltag eines Teenies mitten in der Pubertät erzählt, die Bände sind Roman und Sachbuch zugleich. Mit „Advent, Advent, die Bude brennt – Die Weihnachtsgeschichte nach Luca“ hat sie im September 2015 ihr erstes Kinderbuch veröffentlicht.
Ilona Einwohlt lebt mit ihrer Familie in Weiterstadt in der Nähe von Darmstadt.

## Werke

### Bücher für Mädchen
- Drillingsküsse: Wen lieb ich und wenn ja, wie viele? (2010)

#### Sina-Reihe
- Mein Pickel und ich (2008)
- Mein Knutschfleck und ich (2008)
- Die Schule und ich (2009)
- Die Liebe und Ich (2009)
- Die Jungs und ich (2010)
- Meine Clique und ich (2010)
- Mein Schutzengel und ich (2011)
- Das Model und ich (2011)
- Sinas Liebeslexikon (2011)
- Die Welt und ich (2012)
- Miss Christmas und ich (2012)
- Mein Leben und ich (2012)
- Herzschmerzzeiten und ich (2013)
- AllerBesteFreundinnenZeiten und ich (2013)
- Meine Ökokrise und ich (2014)

#### Klara-Change-Reihe
- Lucy ohne Jana: Freundinnen Stress und jetzt? (2012)
- Goldmarie Online: Im Internetfieber und jetzt? (2013)

#### Follow-your-Heart-Reihe
- Voll verliebt auf Klassenfahrt (2007)
- Zicken, Zoff und Herzgeflüster (2007)
- Dicke Freundschaft, fette Party (2007)
- Küssen streng nach Stundenplan (2007)
- Schulhofflirts und Ferienträume (2008)
- Zickenzank (2008)
- Glückspilz, Loser, Klassenstar (2009)

### Ratgeber
- Checke deinen Flirtfaktor! (2003)
- S.O.S. - Herz in Not: Tipps & Tricks bei Liebeskummer (2004)
- Weil wir Freundinnen sind: Was Mädchen aneinander haben (2006)
- Schmetterlingsflügel für dich! Das Coachingbuch für starke und selbstbewusste Mädchen (gemeinsam mit Christina Arras, 2006)
- Alles Liebe A bis Z: Alles, was du über Jungs und Mädchen wissen willst (2006)
- Wellenreiterin: Das Mädchen-Coaching Buch für den Start ins Leben (gemeinsam mit Christina Arras, 2008)

### Bücher für Jungen
- Der Schatz der Weißen Falken (2005)
- Die Trixx decken auf: Alle gegen Jonas (gemeinsam mit Claudia Ondracek, 2011)
- Die Trixx decken auf: Das BMX-Rennen (gemeinsam mit Claudia Ondracek, 2011)
- Die Trixx decken auf: Tierisch Ärger (gemeinsam mit Claudia Ondracek, 2011)
- Die Trixx decken auf: Ausgebremst (gemeinsam mit Claudia Ondracek, 2012)

### Romane
- Mohnschwestern. HarperCollins, Hamburg 2020, ISBN 978-3-95967-400-3
- Als uns die Welt zu Füßen lag. HarperCollins, Hamburg 2022, ISBN 978-3-7499-0233-0

### Herausgeberschaft
- Frühlingsvieh küsst Federvieh (2003)
- Und alles wird wieder gut: Die schönsten Geschichten zum Gesundwerden (2007)
- Stelldichein mit Schwein: Die schönsten Tiergeschichten (2008)
- Tannenduft und Zimtgebäck: Die schönsten Weihnachtsgeschichten (2009)
- Lust. Liebe. Sex. (2010)